# Lymeon lepidus
Lymeon lepidus là một loài tò vò trong họ Ichneumonidae.